# Metropolia Ndżamena
Metropolia Ndżamena – jedyna metropolia kościoła rzymskokatolickiego w Czadzie. Została ustanowiona 15 października 1973. 

## Diecezje
- Archidiecezja Ndżamena
  - Diecezja Doba
  - Diecezja Goré
  - Diecezja Koumra
  - Diecezja Lai
  - Diecezja Moundou
  - Diecezja Pala
  - Diecezja Sarh

## Metropolici
- Paul-Pierre-Yves Dalmais (1973-1980)
- Charles Vandame (1981-2003)
- Matthias N’Gartéri Mayadi (2003-2013)
- Goetbe Edmond Djitangar (od 2016)